# الحزب الديمقراطي السنغالي
الحزب الديمقراطي السنغالي (بالإنجليزية: Senegalese Democratic Party)‏ هو حزب سياسي في السنغال تأسس في 1974م. يعتبر الحزب نفسه حزبًا ليبراليًا، وهو عضو «التحررية الدولية». رئيس الحزب هو عبد الله واد الذي كان رئيسًا للسنغال في الفترة من 2000 إلى 2012. وبعد خسار واد في 2012 أصبح الحزب حزبا مُعارضًا.

## تاريخ
شارك الحزب جنبا إلى جنب مع «الحزب الاشتراكي» الحاكم، في حكومة وحدة وطنية تشكلت في عام 1991، ولكنه انسحب منها في 20 أكتوبر 1992، بدعوى أن «الحزب الاشتراكي» كان يحتكر الحكومة وتهميش الحزب. تنافس عبد الله واد ضد الحاكم الاشتراكي عبدو ضيوف في انتخابات فبراير 1993، لكنه حصل على 32% من الأصوات مقابل 58% لضيوف. وفي الانتخابات البرلمانية اللاحقة في مايو 1993، فاز الحزب بـ 27 عضوًا من أصل 120 في «الجمعية الوطنية». فبدأ الحزب مناقشة تشكيل حكومة أخرى مع الحزب الاشتراكي، ولكن ذلك لم يتم إثر اغتيال نائب رئيس «المجلس الدستوري» Sèye باباكار يوم 15 مايو؛ فانضم الحزب إلى ائتلاف المعارضة، ثم عاد إلى الانضمام إلى الحكومة في مارس 1995.
وانتخب واد «رئيس جمهورية السنغال» في عام 2000، حيث حل في المرتبة الثانية بنسبة 31.01%، في الجولة الأولى ضد الرئيس آنذاك عبده ضيوف، ولكنه فاز في الجولة الثانية بنسبة 58.49%.
وفاز تحالف سوبي، الذي يُعد الحزب المكون الرئيسي فيه، في الانتخابات البرلمانية التي عقدت يوم 29 أبريل 2001، بنسبة 49.59% من الأصوات و89 من أصل 120 مقعدا.
في الانتخابات البرلمانية التي أجريت يوم 3 يونيو 2007، التي قاطعتها الأحزاب المعارضة الرئيسية، فاز تحالف سوبي بـ 131 من أصل 150 مقعدا.